# 長沙灣（深旺道）巴士總站
長沙灣（深旺道）巴士總站 ，簡稱深旺道巴士總站，位於香港長沙灣深旺道路邊的臨時巴士總站，用以作為海達公共運輸交匯處興建期間安置深水埗（東京街西）巴士總站的臨時安排。

## 總站巴士路線

### 過海隧道巴士118、118P線
118
- 小西灣（藍灣半島） ↔ 長沙灣（深旺道）

於1995年6月26日投入服務，來往柴灣（東）及深水埗（欽州街），後來總站搬遷至小西灣（藍灣半島）及深水埗（東京街）。由於本線行經東區走廊後就直達紅磡海底隧道及九龍市區，方便往來柴灣工業區及深水埗區、旺角區及油麻地上班的西九龍居民及柴灣居民，且是柴灣一帶的主要過海隧道路線。
118P
- 小西灣（藍灣半島） ↔ 長沙灣（深旺道）

### 過海隧道巴士N118線
- 小西灣（藍灣半島） ↔ 長沙灣（深旺道）

## 途經巴士路線

### 九龍巴士296C線
- 尚德 ↔ 長沙灣（海盈邨）

於1999年3月26日投入服務，九巴當時並沒有規劃開辦此路線。但隨296A線的客量出現飽和，並發現當中四成乘客的最終目的地是西九龍而出現。本線雖有新巴793線的沿途競爭，但行車時間較其短，加上車費較低，因此本線的客量無太大損失。

## 過往路線
- 九龍巴士212線（已取消）
- 九龍巴士12A線（已遷往海達公共運輸交匯處）
- 九龍巴士18線（已遷往海達公共運輸交匯處）
- 九龍巴士36A線（已遷往海達公共運輸交匯處）
- 九龍巴士286C線（已遷往海達公共運輸交匯處）

## 外部連結
- 香港巴士大典上的相关条目：長沙灣 (深旺道) 總站